# Орлова побуна
Пелопонески устанак или Орлова побуна (грч. Ορλωφικά, тур. Orlov isyanı) су подигли маниоти на полуострву Пелопонез против Османског царства 1770. године. 
Припремила га је и активно подржала Руска Империја. Почетак устанка коинцидира с тзв. Прве морејске експедиције током Руско-турског рат (1768—1774). 